# Johnny Newman (futbolista)
«Johnny» Newman, cuyo nombre completo es John Henry George Newman, (Hereford, Inglaterra, Reino Unido, 13 de diciembre de 1933) es un exjugador y exentrenador de fútbol británico.

## Biografía
Newman nació en Hereford. Como jugador, se desempeñaba en la posición de defensa central y comenzó su carrera en el Birmingham City en el año 1951. Con este equipo se alzó campeón de la Second Division y fue subcampeón de la FA Cup 1955-56, después de que su conjunto cayese derrotado en la final frente al Manchester City. En los años siguientes, jugó también para el Leicester City y el Plymouth Argyle. Con el segundo de estos equipos disputó cerca de trescientos partidos entre 1960 y 1967. En 1966 fue seleccionado por la Football League para formar parte de un conjunto representativo de esta, el cual derrotó a los representantes de la liga irlandesa por 2-0 en Home Park. Junto con Newman, en el conjunto inglés jugaron siete de los ganadores de la Copa Mundial de Fútbol de 1966.
Después de siete años en el Plymouth Argyle, fichó por el Exeter City, rival territorial —tanto el Plymouth como el Exeter son del condado metropolinato de Devon, Inglaterra— de su anterior equipo. En el año 1969, se convirtió en entrenador-jugador del club y tras su retiro como jugador tres años más tarde continuó ejerciendo la función de entrenador.  Tras esta etapa, entrenó al Grimsby Town, con el que consiguió el ascenso a la Third Division, y no tuvo mucho éxito en los once meses que estuvo a cargo del Derby County. Por último, volvió a su ciudad natal para convertirse en entrenador del Hereford United.

### Trayectoria

#### Como jugador
| Club                  | País       | Temporadas | Partidos | Goles |
| --------------------- | ---------- | ---------- | -------- | ----- |
| Birmingham City F. C. | Inglaterra | 1951-1957  | 60       | 0     |
| Leicester City F. C.  | Inglaterra | 1957-1960  | 61       | 2     |
| Plymouth Argyle F. C. | Inglaterra | 1960-1967  | 298      | 9     |
| Exeter City F. C.     | Inglaterra | 1967-1972  | 92       | 1     |

#### Como entrenador
| Club                  | País       | Temporadas |
| --------------------- | ---------- | ---------- |
| Exeter City F. C.     | Inglaterra | 1969-1976  |
| Grimsby Town F. C.    | Inglaterra | 1976-1979  |
| Derby County F. C.    | Inglaterra | 1982       |
| Hereford United F. C. | Inglaterra | 1983-1987  |

## Palmarés

### Como jugador
Birmingham City F. C.
- Subcampeón de la FA Cup 1955-56.

### Citas
1. ↑  Knight, 1989, p. 95.
2. ↑  Knight, 1989, pp. 40-41.